# Atmósfera explosiva

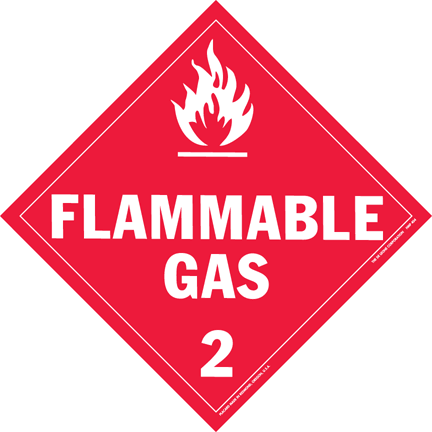
Señal indicativa de gases inflamables

Se define como atmósfera explosiva a la mezcla con el aire, en condiciones atmosféricas normales, de sustancias inflamables en forma de gases, vapores, nieblas o polvos, en la que, tras una ignición, la combustión se propaga a la totalidad de la mezcla no quemada.

## Ley española para prevenir la atmósfera explosiva
En España, la Ley 31/1995 de 8 de noviembre de Prevención de Riesgos Laborales, determina el cuerpo básico de garantías y responsabilidades preciso para establecer un adecuado nivel de protección de la salud de los trabajadores frente a los riesgos derivados de las condiciones de trabajo.
Como desarrollo de la ley de Prevención de Riesgos Laborales se dictó el Real Decreto 681/2003, de 12 de junio, sobre la protección de la salud y la seguridad de los trabajadores expuestos a los riesgos derivados de atmósferas explosivas en el lugar de trabajo.
Este Real Decreto indica la normativa destinada a garantizar la protección de los trabajadores contra los riesgos derivados de atmósferas explosivas en el lugar de trabajo. En el mismo sentido, en el ámbito de la Unión Europea se dictó la Directiva 1999/92/CE del Parlamento Europeo y del Consejo, de 16 de diciembre de 1999.

## Directiva ATEX
Las Directiva ATEX no es un precepto, más es constantemente revisada y actualizada por una comisión de la Unión Europea encargada de especificar los lineamientos a cumplir por cada uno de los involucrados en los procesos de alto riesgo. Se divide en dos variantes:
- La 94/9/EC enfocada a delinear las especificaciones y requerimientos técnicos que deben cumplir las herramientas implicadas
- La 99/92/EC, variación enfocada en proporcionar los requerimientos mínimos para mejorar la seguridad de los trabajadores en atmósferas con potencial peligro de explosión.[4]

La directiva se aplica en Europa a través de cada una de las autoridades nacionales que traspasan sus disposiciones en su legislación, y tiene diferente efectos para cada nación, por lo tanto, los Estados miembros y otros que soliciten estos requisitos son directamente responsables de su aplicación y ejecución, así como, por ejemplo, la gestión de los organismos notificados.
La directiva ATEX incluye disposiciones nacionales que se aplican directamente a los fabricantes, es por ello que estos deben discutir cualquier problema con los puntos de contacto en la materia. 

De la misma forma, es obligación de los empresarios de los estados en donde esta vigente, equipar a sus trabajadores con herramientas que cumplan con la directiva ATEX.
- Las herramientas Anti-chispa permiten su uso en plataformas de perforación, plantas petroquímicas, refinerías, instalaciones de gas natural, plantas de municiones, fábricas de barniz, ingenios azucareros, silos de granos, industrias mineras, etc.
- Las herramientas antimagnéticas de bronce de aluminio (AlBr) y cobre al berilio (CuBe2) son ideales para trabajar en maquinaria especial con imanes poderosos como las máquinas MRI, remoción de minas militares y explosivos.[6]

## Líquido combustible e inflamable
Según la instrucción técnica complementaria MIE APQ-001 referente al almacenamiento de líquidos inflamables y combustibles, se define como líquido combustible aquel cuyo punto de inflamación es mayor de 55 °C y como líquido inflamable el que lo tiene por debajo de los 55 °C.
Hay pues una mayor peligrosidad cuando a temperatura ambiente ya se pueden desprender vapores en cantidad suficiente para arder.

## Tipos de explosión
Deflagración: La onda de presión avanza por delante del frente de llama normalmente a velocidad subsónica.
Detonación: La onda de presión avanza con el frente de llama a una velocidad supersónica. Es un modo muy severo de propagación de la explosión.

## Obligaciones de los empresarios para la prevención de explosiones
El empresario deberá tomar diferentes medidas de carácter técnico u organizativo, siempre de acuerdo con los principios básicos que deben inspirar la acción preventiva, que se combinarán o completarán, cuando sea necesario, con medidas contra la propagación de las explosiones. De carácter específico son la obligación de evaluar los riesgos de explosión y la de coordinar, cuando en un mismo lugar de trabajo se encuentren trabajadores de varias empresas, además de la obligación de elaborar un documento de protección contra explosiones y de clasificar en zonas las áreas en las que puedan formarse atmósferas explosivas.
El empresario tendrá que evaluar los riesgos específicos derivados de las atmósferas explosivas, teniendo en cuenta, al menos:
- La probabilidad de formación y la duración de atmósferas explosivas.
- La probabilidad de la presencia y activación de focos de ignición, incluidas las descargas electrostáticas.
- Las instalaciones, las sustancias empleadas, los procesos industriales y sus posibles interacciones.
- Las proporciones de los efectos previsibles.

## Medidas protectoras que deben tomarse
Deben tomarse medidas protectoras en los lugares en los que puedan formarse atmósferas explosivas en cantidades tales que puedan poner en peligro la salud y la seguridad de los trabajadores o de otras personas, el ambiente de trabajo sea tal que el trabajo pueda efectuarse de manera segura.
En los ambientes de trabajo en los que puedan formarse atmósferas explosivas en cantidades tales que puedan poner en peligro la salud y la seguridad de los trabajadores, se asegure, mediante el uso de los medios técnicos apropiados, una supervisión adecuada de dichos ambientes, con arreglo a la evaluación de riesgos, mientras los trabajadores estén presentes en aquellos lugares

## Clasificación de las áreas en las que pueden formarse atmósferas explosivas
- Se consideran áreas de riesgo, aquellas en las que puedan formarse atmósferas explosivas en cantidades tales que resulte necesaria la adopción de precauciones especiales para proteger la seguridad y la salud de los trabajadores afectados.

- Las sustancias inflamables o combustibles se considerarán sustancias capaces de formar atmósferas explosivas, a no ser que el análisis de sus propiedades demuestre que, mezcladas con el aire, no son capaces por sí solas de propagar una explosión.

- Las capas, depósitos y acumulaciones de polvo inflamable deben considerarse como cualquier otra fuente capaz de formar atmósferas explosivas.

Existen diversas normas técnicas que tratan con detalle casos específicos de clasificación de zonas en las que pueden formarse atmósferas explosivas. Entre las más relevantes a nivel internacional se encuentras las siguientes:
- IEC 60079-10-1 (UNE EN 60079-10-1 en España): Explosive atmospheres - Part 10-1: Classification of areas - Explosive gas atmospheres.

- IEC 60079-10-2 (UNE EN 60069-10-2 en España): Explosive atmospheres - Part 10-2: Classification of areas - Explosive dust atmospheres

- EI 15. Model code of safe practice Part 15: Area classification code for installations handling flammable fluids.

- IGEM/SR/25: Hazardous area classification of Natural Gas installations.

- NFPA 497: Recommended practice for the classification of flammable liquids, gases, or vapors and of hazardous (classified) locations for electrical installations in chemical process areas

- NFPA 499: Recommended practice for the classification of combustible dusts and of hazardous (classified) locations for electrical installations in chemical process areas.

## Clasificación de las áreas de riesgo
Las áreas de riesgo se clasificarán en zonas teniendo en cuenta la frecuencia con que se produzcan atmósferas explosivas y su duración.
Zona 0
Área de trabajo en la que una atmósfera explosiva consistente en una mezcla con aire de sustancias inflamables en forma de gas, vapor o niebla está presente de modo permanente, o por un período prolongado, o con frecuencia.
Zona 1
Área de trabajo en la que es probable, en condiciones normales de explotación, la formación ocasional de una atmósfera explosiva consistente en una mezcla con aire de sustancias inflamables en forma de gas, vapor o niebla.
Zona 2
Área de trabajo en la que no es probable, en condiciones normales de explotación, la formación de una atmósfera explosiva consistente en una mezcla con aire de sustancias inflamables en forma de gas, vapor o niebla o en la que, en caso de formarse, dicha atmósfera explosiva solo permanece durante breves períodos.
Zona 20
Área de trabajo en la que una atmósfera explosiva en forma de nube de polvo combustible en el aire está presente de forma permanente, o por un período prolongado, o con frecuencia.
Zona 21
Área de trabajo en la que es probable la formación ocasional, en condiciones normales de explotación, de una atmósfera explosiva en forma de nube de polvo combustible en el aire.
Zona 22
Área de trabajo en la que no es probable, en condiciones normales de explotación, la formación de una atmósfera explosiva en forma de nube de polvo combustible en el aire o en la que, en caso de formarse, dicha atmósfera explosiva solo permanece durante un breve período.

## Medidas organizativas
Formación e información de los trabajadores.
El empresario deberá proporcionar a quienes trabajan en áreas donde pueden formarse atmósferas explosivas una formación e información adecuadas y suficientes sobre protección en caso de explosiones, mediante instrucciones por escrito y permisos de trabajo. Cuando así lo exija el documento de protección contra explosiones:
- El trabajo en las áreas de riesgo se llevará a cabo conforme a unas instrucciones por escrito que proporcionará el empresario.
- Se deberá aplicar un sistema de permisos de trabajo que autorice la ejecución de trabajos definidos como peligrosos, incluidos aquellos que lo sean por las características del lugar de trabajo, o que puedan ocasionar riesgos indirectos al interaccionar con otras operaciones. Los permisos de trabajo deberán ser expedidos, antes del comienzo de los trabajos, por una persona expresamente autorizada para ello.

## Medidas de protección contra las explosiones
- Todo escape o liberación, intencionada o no, de gases, vapores o nieblas inflamables o de polvos combustibles que pueda dar lugar a riesgos de explosión deberá ser desviado o evacuado a un lugar seguro o, si no fuera viable, ser contenido o controlado con seguridad por otros medios.
- Cuando la atmósfera explosiva contenga varios tipos de gases, vapores, nieblas o polvos combustibles o inflamables, las medidas de protección se ajustarán al mayor riesgo potencial.
- La instalación, los aparatos, los sistemas de protección y sus correspondientes dispositivos de conexión solo se pondrán en funcionamiento si el documento de protección contra explosiones indica que pueden usarse con seguridad en una atmósfera explosiva.
- Se adoptarán todas las medidas necesarias para asegurarse de que los lugares de trabajo, los equipos de trabajo y los correspondientes dispositivos de conexión que se encuentren a disposición de los trabajadores han sido diseñados, construidos, ensamblados e instalados y se mantienen y utilizan de tal forma que se reduzcan al máximo los riesgos de explosión y, en caso de que se produzca alguna, se controle o se reduzca al máximo su propagación en dicho lugar o equipo de trabajo.
- En caso necesario, los trabajadores deberán ser alertados mediante la emisión de señales ópticas y/o acústicas de alarma y desalojados en condiciones de seguridad antes de que se alcancen las condiciones de explosión.
- Cuando así lo exija el documento de protección contra explosiones, se dispondrán y mantendrán en funcionamiento salidas de emergencia que, en caso de peligro, permitan a los trabajadores abandonar con rapidez y seguridad los lugares amenazados.
- Antes de utilizar por primera vez los lugares de trabajo donde existan áreas en las que puedan formarse atmósferas explosivas, deberá verificarse su seguridad general contra explosiones. Deberán mantenerse todas las condiciones necesarias para garantizar la protección contra explosiones.
- La realización de las verificaciones se encomendará a técnicos de prevención con formación de nivel superior, trabajadores con experiencia certificada de dos o más años en el campo de prevención de explosiones o trabajadores con una formación específica en dicho campo impartida por una entidad pública o privada con capacidad para desarrollar actividades formativas en prevención de explosiones.
- Deberá poderse, en caso de que un corte de energía pueda comportar nuevos peligros, mantener el equipo y los sistemas de protección en situación de funcionamiento seguro independientemente del resto de la instalación si efectivamente se produjera un corte de energía.
- Deberá poder efectuarse la desconexión manual de los aparatos y sistemas de protección incluidos en procesos automáticos que se aparten de las condiciones de funcionamiento previstas, siempre que ello no comprometa la seguridad.
- La energía almacenada deberá disiparse, al accionar los dispositivos de desconexión de emergencia, de la manera más rápida y segura posible o aislarse de manera que deje de constituir un peligro.[7]

## Criterios para la elección de los aparatos y sistema de protección
Siempre que en el documento de protección contra explosiones basado en una evaluación de los riesgos no se disponga otra cosa, en todas las áreas en que puedan formarse atmósferas explosivas deberán utilizarse aparatos y sistemas de protección adecuados y homologados